# Vitmaskad snårsparv
Vitmaskad snårsparv (Melozone biarcuata) är en fågel i familjen amerikanska sparvar inom ordningen tättingar.

## Utseende och levnadssätt
Vitmaskad snårsparv är en stor sparv, med karakteristisk huvudteckning: rostfärgad hjässa, vitt ansikte med mörkt pepparkornsöga och mörka "polisonger". Arten påträffas i buskigt skogslandskap och igenväxta gläntor. Liksom andra snårsparvar håller den sig mest på eller nära marken, gömd i skuggig och ofta tät växtlighet, ofta i par.

## Utbredning och systematik
Vitmaskad snårsparv förekommer i höglänta områden i Centralamerika, från södra Mexiko (Chiapas) till Guatemala, El Salvador och västra Honduras. Fåglar i sydöstra Mexiko urskiljs ibland som underarten hartwegi. Tidigare behandlades costaricasnårsparv som en underart till biarcuata.

### Familjetillhörighet
Tidigare fördes de amerikanska sparvarna till familjen fältsparvar (Emberizidae) som omfattar liknande arter i Eurasien och Afrika. Flera genetiska studier visar dock att de utgör en distinkt grupp som sannolikt står närmare skogssångare (Parulidae), trupialer (Icteridae) och flera artfattiga familjer endemiska för Karibien.

## Status och hot
Arten har ett stort utbredningsområde, men tros minska i antal, dock inte tillräckligt kraftigt för att den ska betraktas som hotad. Internationella naturvårdsunionen IUCN listar arten som livskraftig (LC). Beståndet uppskattas till i storleksordningen 50 000 till en halv miljon vuxna individer.

## Namn
Arterna i släktet Melozone kallades tidigare busksparvar, men har döpts om till snårsparvar för att undvika förväxling med de ej närbesläktade busksparvarna i Chlorospingus och för att betona det nära släktskapet med snårsparvarna i Atlapetes. Artnamnet för biarcuata, tidigare glasögonbusksparv, justerades till nuvarande vitmaskad för att undvika konflikt med glasögonsnårsparven (Atlapetes leucopis).